# ラフ・カット (映画)
『ラフ・カット』（原題：Rough Cut）は、1980年制作のアメリカ合衆国の映画。宝石泥棒を題材にした犯罪コメディ映画。ドン・シーゲル監督、バート・レイノルズ主演。

## あらすじ
ロンドンで中華料理店を経営するジャック・ローズは、実は天才的な宝石泥棒である。ある日、彼は1人の美しい魅力的な女性と出会い、彼女に惹かれていくが、実は彼女はジリアンという女泥棒だった。
だが、彼女にはある秘密があった。彼女は、ジャックの逮捕に執念を燃やすロンドン警視庁のウィリス警部の手下だったのだ。彼女は泥棒で捕まったが、政治家の父のスキャンダルをネタにウィリスからジャックの逮捕に協力させられていたのだ。
ウィリスは1500ポンド相当のダイヤの原石をロンドンからベルギーのアントワープに輸送する時に強奪するという計画をジリアンからジャックにもちかけて実行させ、その現場を押さえるという計画を立てる。ジリアンはジャックへの愛とウィリスとの板ばさみに悩みながら、計画を進める。
しかし、ジャックはその裏をかいて、仲間にダイヤを積んだ輪送機と同じ飛行機を用意させてすり替えてまんまと強奪、ウィリスの計画は大失敗に終わった。
宝石を手に入れて高飛びし、豪華客席でくつろぐジャックとジリアンのもとに、1人の人物がやってくる。それは何とウィリスだった。

## キャスト
| 役名                 | 俳優                   | 日本語吹き替え | 日本語吹き替え | 日本語吹き替え |
| 役名                 | 俳優                   | 日本語吹替1    | 日本語吹替2    |                |
| -------------------- | ---------------------- | -------------- | -------------- | -------------- |
| ジャック・ローズ     | バート・レイノルズ     | 津嘉山正種     |                |                |
| ジリアン・ブロムリー | レスリー＝アン・ダウン | 吉田理保子     |                |                |
| シリル・ウィリス警部 | デヴィッド・ニーヴン   | 千葉耕市       | 川久保潔       |                |
| ロートン             | ティモシー・ウェスト   |                |                |                |
| エルンスト           | パトリック・マギー     |                |                |                |
| ファーガソン         | アル・マシューズ       |                |                |                |
| ヴァンダーヴェルド   | ジョス・アクランド     |                |                |                |
|                      | イザベル・ディーン     |                |                |                |
|                      | ヴォルフ・カーラー     |                |                |                |
|                      | カサンドラ・ハリス     |                |                |                |

- 日本語吹替1 - 初回放送1988年2月11日 TBS『木曜ロードショー』